# هيو غا يون
هيو غا يون (هانغل: 허가윤) (من مواليد 18 مايو 1990) في سول، كوريا الجنوبية. هي مغنية كورية جنوبية بدأت مسيرتها الفنية عام 2009. وهي أيضا راقصة. تجيد الغناء باليابانية والكورية. هيو جا-يون عضوة ومغنية الرئيسية في فرقة فور مينيت
.

## السيرة
ولدة هيو جا-يون في 18 مايو 1990 في سول كوريا الجنوبية حصلت هيو جا-يون على المركز الثاني في إس إم إنترتينمنت التاسع «أفضل مسابقة المغنية» في عام 2005

## روابط خارجية
- هيو غا يون على موقع IMDb (الإنجليزية)
- هيو غا يون على موقع ميوزك برينز (الإنجليزية)
- هيو غا يون على موقع ديسكوغز (الإنجليزية)
- هيو غا يون على موقع قاعدة بيانات الفيلم (الإنجليزية)